# ГЕС Еуме
ГЕС Еуме (ісп. Eume) — гідроелектростанція на північному заході Іспанії в Галісії. Споруджена на річці Еуме, яка впадає в Атлантичний океан біля Ла-Корунья, створюючи естуарій Рія-де-Бетансос. Розташована нижче від водосховища малої ГЕС Ла-Рібейра (5,3 МВт), є найпотужнішою станцією на Еуме.
Використання гідроенергетичного потенціалу Еуме розпочали ще у 1903 році з греблі Ventureira, при якій працювала ГЕС de A Capela. На їх заміну у 1960 році ввели новий потужний об'єкт, робота якого забезпечується водосховищем об'ємом 125 млн м3, створеним за допомогою аркової греблі висотою 103 метри та довжиною 284 метри, на яку пішло 225 тис. м3 матеріалу.
Зі сховища вода подається до машинного залу, розташованого дещо нижче на лівому березі річки. Для цього прокладено дериваційний тунель довжиною 2,8 км та діаметром 3,3 метра, який переходить у два напірні водоводи довжиною по 310 метрів при діаметрі 2 метри. Така схема забезпечує напір у 249 метрів.
Основне обладнання станції становлять дві турбіни потужністю по 27,2 МВт, які можуть виробляти до 180 (за іншими даними — 239) млн кВт·год електроенергії на рік.
Зв'язок з енергосистемою відбувається по ЛЕП, що працює під напругою 132 кВ.